# Philip Morris Operations Niš
Philip Morris Operations Niš (code BELEX : DINN) est une entreprise serbe qui a son siège social à Niš. Elle travaille dans l'industrie du tabac.
Philip Morris Operations Niš portait autrefois le nom de « DIN fabrika duvana Niš ». Elle fait partie du groupe Philip Morris International.

## Histoire
L'usine de tabac de Niš, DIN fabrika duvana a.d. Niš, a été fondée en 1889 et ses bâtiments installés sur le territoire de l'actuelle municipalité de Crveni krst. En 1995, elle a été complétée par un institut de recherche scientifique, destiné à sélectionner les meilleurs tabacs et à créer de nouveaux produits. En octobre 2003, à la suite de sa privatisation, l'usine a été rachetée par la firme Philip Morris qui y a investi 665 millions d'euros.
En 2006, DIN se situait à la 1re place dans la liste des 100 entreprises les plus rentables de Serbie ; elle réalisait un profit net de 61 millions d'euros.
DIN fabrika duvana a été admise au libre marché de la Bourse de Belgrade le 4 février 2004 et au marché non réglementé le 14 août 2007.

## Activités
Philip Morris Operations Niš, qui travaille dans l'industrie du tabac, opère à travers 14 filiales situées en Serbie.

## Données boursières
Le 24 juin 2013, l'action de Philip Morris Operations Niš valait 7 000 RSD (61,09 EUR). Elle a connu son cours le plus élevé, soit 7 408 RSD (64,65 EUR), le 15 mai 2006 et son cours le plus bas, soit 5 811 RSD (50,74 EUR), le 18 décembre 2003.
Le capital de Philip Morris Operations Niš est détenu à hauteur de 99,77 % par des entités juridiques, dont 83,62 % par Philip Morris HH BV et 16,15 % par l'Akcionarski fond Beograd.